# 张建星
张建星（1958年3月—），男，山西忻州人，中华人民共和国新闻工作者。

## 生平
1987年6月加入中国共产党。天津师范大学中文系汉语言文学专业毕业，中共中央党校法学专业在职研究生学历。历任天津日报社记者、财贸部主任、编委、副总编辑、总编辑、社长，天津市委宣传部副部长、河东区委书记等职。2011年12月调任黑龙江省人民政府副省长。2014年4月调任人民日报社副社长。